# Левковичі (Вишгородський район)
Левковичі (у 1924—2016 роках — Воло́дарка) — село в Україні, у Поліській селищній територіальній громаді Вишгородського району Київської області. Населення становить 339 осіб.

## Історія
За легендою, назва села походить від багатія Левка, власника села. Хоча на початок ХХ століття уся земля села належала сільській громаді.
Село виникло на початку ХІХ століття. Точніше, виникло два села — власне Левковичі та Мала Термахівка, розділяла їх лише річка Вересня — теперішня частина Левкович на лівому, північному березі — це Левковичі, а на правому, південному — Мала Термахівка. 1864 року у Левковичах, разом із Руднею-Левківською, мешкало 207 осіб, а у Малій Термахівці 104 особи. 1900 року у Левковичах мешкало 384 особи, у Малій Термахівці — 234. У Левковичах була невелика каплиця (у 1920-х роках її вже не було), кузня та 2 вітряки. Невелика каплиця та 1 кузня були і у Малій Термахівці.
Остаточне об'єднання сіл відбулося, вочевидь, у 1920-х роках. 1924 року село було перейменоване на Володарку.
1 вересня 2001 року у селі було урочисто відкрито нову будівлю школи.
19 травня 2016 року селу Володарка було повернуто історичну назву — Левковичі.
19 липня 2020 року, в результаті адміністративно-територіальної реформи та ліквідації Поліського району, село увійшло до складу новоутвореного Вишгородського району. 
З лютого по квітень 2022 року село було окуповане російськими військами. 